# Хайнрих Юлий (Брауншвайг-Волфенбютел)
Хайнрих Юлий (на немски: Heinrich Julius; * 15 октомври 1564, дворец Хесен; † 20 юли 1613, Прага) от род Велфи (Среден Дом Брауншвайг), е херцог на Херцогство Брауншвайг-Люнебург, от 1589 до 1613 г. княз на Брауншвайг-Волфенбютел и княз на Каленберг. Той е епископ на Халберщат (1566 – 1613), от 1582 до 1585 г. също администратор на епископия Минден, ректор на университет Хелмщет и писател.

## Живот
Хайнрих Юлий е първият син на херцог Юлий фон Брауншвайг-Волфенбютел (1528 – 1589) и съпругата му Хедвига фон Бранденбург (1540 – 1602), дъщеря на курфюрст Йоахим II фон Бранденбург от род Хоенцолерн (1505 – 1571).
На 12 години баща му го поставя като ректор на университет Хелмщет. През 1566 г. той е под опекунство и на 7 декември 1578 г. става администратор в Епископство Халберщат, кято става след това протестантска. През 1582 г. той е избран за княжески епископ на Минден.
Хайнрих Юлий напуска църковните си служби в Халберщат и Минден на 25 септември 1585 и на 26 септември 1585 г. във Волфенбютел се жени за принцеса Доротея Саксонска (1563 – 1587), дъщеря на курфюрст Август от Саксония. По-късно през 1589 г. поема управлението във Волфенбютел. След смъртта на Доротея Саксонска той се жени през 1590 г. за принцеса Елизабет Датска (1573 – 1625), дъщеря на крал Фридрих II от Дания.
Между 1590 и 1620 г. в неговото княжество са осъдени 114 души за „магьостничество“, повече от 50 души са изгорени. Освен това Хайнрих Юлий изгонва през 1591 г. всички евреи от страната.
Той знае много езици и обича театъра. Пише пиеси за английската трупа, която довел във Волфенбютел. През 1594 г. пише комедията „Von Vincentio Ladislao Sacrapa von Mantua“. Преработва повече от хиляда евангелийски църковни песни и е прочут като музикален теоретик с произведението си Syntagma musicum.
Протестантът Хайнрих Юлий става през 1607 г. директор на съветниците на католическия император Рудолф II в Прага. Умира на 20 юли 1613 г. в Прага и е погребан във Волфенбютел. Последван е от сина му Фридрих Улрих.

## Деца
От Доротея Саксонска има една дъщеря:
- Доротея Хедвига (1587 – 1609)

∞ 1605 княз Рудолф фон Анхалт-Цербст (1576 – 1621)
От Елизабет Датска има децата:
- Фридрих Улрих (1591 – 1634), херцог на Брауншвайг-Волфенбютел

∞ 1614 принцеса Анна София фон Бранденбург (1598 – 1659)
- София Хедвиг (1592 – 1642)

∞ 1607 княз Ернст Казимир от Насау-Диц (1573 – 1632)
- Елизабет (1593 – 1650)

∞ 1. 1612 херцог Август от Саксония (1589 – 1615)
∞ 2. 1618 херцог Йохан Филип от Саксония-Алтенбург (1597 – 1639)
- Хедвиг (1595 – 1650)

∞ 1619 херцог Улрих от Померания (1589 – 1622)
- Доротея (1596 – 1643)

∞ 1615 маркграф Христиан Вилхелм фон Бранденбург (1587 – 1665)
- Хайнрих Юлий (1597 – 1606)
- Христиан (1599 – 1626), епископ на Халберщат
- Рудолф (1602 – 1616), епископ на Халберщат
- Хайнрих Карл (1609 – 1615), епископ на Халберщат
- Анна Августа (1612 – 1673)

∞ 1638 граф Георг Лудвиг фон Насау-Диленбург (1618 – 1656)

## Произведения
- „Von der Susanna“, драма, 1593
- „Von einem Fleischhauer“, комедия, 1593
- „Von einem Wirte“, комедия, 1593
- „Von einem Weibe“, комедия, 1593
- „Von einem Buhler und Buhlerin“, трагедия, 1593
- „Von einem ungeratenen Sohn“, трагедия, 1594
- „Von einer Ehebrecherin“, трагедия, 1594
- „Von einem Wirte oder Gastgeber“, драма, 1594
- „Von einem Edelmann“, комедия, 1594